# Rallye Monte-Carlo 1986
Le Rallye Monte-Carlo 1986 (54e Rallye Monte-Carlo), disputé du 18 au 24 janvier 1986, est la cent-quarante-huitième manche du championnat du monde des rallyes (WRC) courue depuis 1973, et la première manche du championnat du monde des rallyes 1986.

## Contexte avant la course

### Le championnat du monde

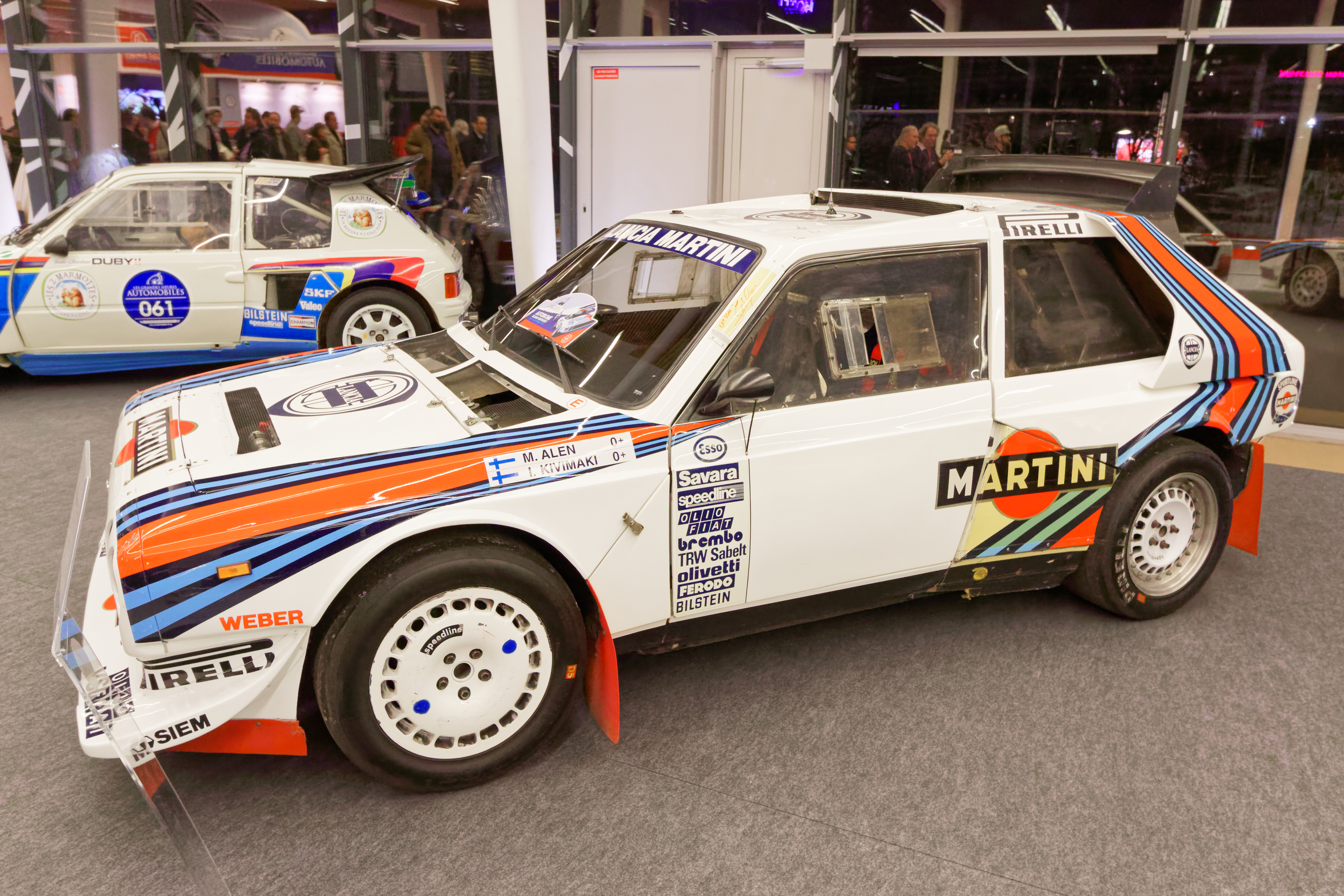
La Lancia Delta S4 groupe B, une sérieuse rivale de la Peugeot 205 Turbo 16 championne du monde.

Ayant succédé en 1973 au championnat international des marques (en vigueur de 1970 à 1972), le championnat du monde des rallyes comprend généralement une douzaine manches, comprenant les plus célèbres épreuves routières internationales, telles le Rallye Monte-Carlo, le Safari ou le RAC Rally. Depuis 1979, le championnat des constructeurs a été doublé d'un championnat pilotes, ce dernier remplaçant l'éphémère Coupe des conducteurs, organisée à seulement deux reprises en 1977 et 1978. Le calendrier 1986 intègre treize manches pour l'attribution du titre de champion du monde des pilotes mais seulement onze sélectives pour le championnat des marques (le Rallye de Côte d'Ivoire et le Rallye Olympus en étant exclus). Les épreuves sont réservées aux catégories suivantes :
- Groupe N : voitures de grande production de série, ayant au minimum quatre places, fabriquées à au moins 5000 exemplaires en douze mois consécutifs ; modifications très limitées par rapport au modèle de série (bougies, amortisseurs).
- Groupe A : voitures de tourisme de grande production, fabriquées à au moins 5000 exemplaires en douze mois consécutifs, avec possibilité de modifications des pièces d'origine ; poids minimum fonction de la cylindrée.
- Groupe B : voitures de grand tourisme, fabriquées à au moins 200 exemplaires en douze mois consécutifs, avec possibilité de modifications des pièces d'origine (extension d'homologation portant sur 5% de la production[2]).

Après la domination exercée par Peugeot et sa 205 Turbo 16 en 1985, la saison 1986 promet d'être plus ouverte, la nouvelle Lancia Delta S4 (qui s'est imposée dès sa première sortie au Rallye RAC) s'avérant une redoutable rivale. Les nouvelles MG Metro 6R4 s'avèrent également de sérieuses concurrentes, tout comme les futures Ford RS200, mais les constructeurs britanniques n'envisagent pas de disputer une saison complète, à l'image d'Audi et de Citroën qui ne participeront officiellement qu'à quelques épreuves du championnat.

### L'épreuve
C'est en janvier 1911 que le terme rallye fut pour la première fois utilisé en sport automobile, Antony Noghès et René Léon créant cette année-là une épreuve de régularité dans laquelle les participants devaient rallier le casino de Monte-Carlo en partant d'une ville européenne au choix parmi douze proposées, le choix d'une date hivernale permettant de compenser la baisse d'activité touristique de la principauté durant cette période. La difficulté de son parcours a rapidement propulsé le Rallye Monte-Carlo au premier plan des épreuves routières, attirant les constructeurs soucieux de promouvoir les qualités de leurs modèles. Dès les années 1950, des épreuves chronométrées furent ajoutées au programme mais ce n'est qu'à partir de 1968 que les organisateurs adoptèrent le classement 'scratch'. Comptant chacun quatre succès, Sandro Munari et Walter Röhrl y détiennent le record de victoires.

## Le parcours
- départ : 18 janvier 1986 (choix entre six villes de départ)
- arrivée : 24 janvier 1986 à Monaco
- distance : de 3912 km à 4139 km (selon ville de départ) dont 881,1 km sur 36 épreuves spéciales
- surface : asphalte (conditions hivernales)
- Parcours divisé en quatre étapes : itinéraire de concentration, étape de classement, étape commune et étape finale[4]

### Itinéraire de concentration

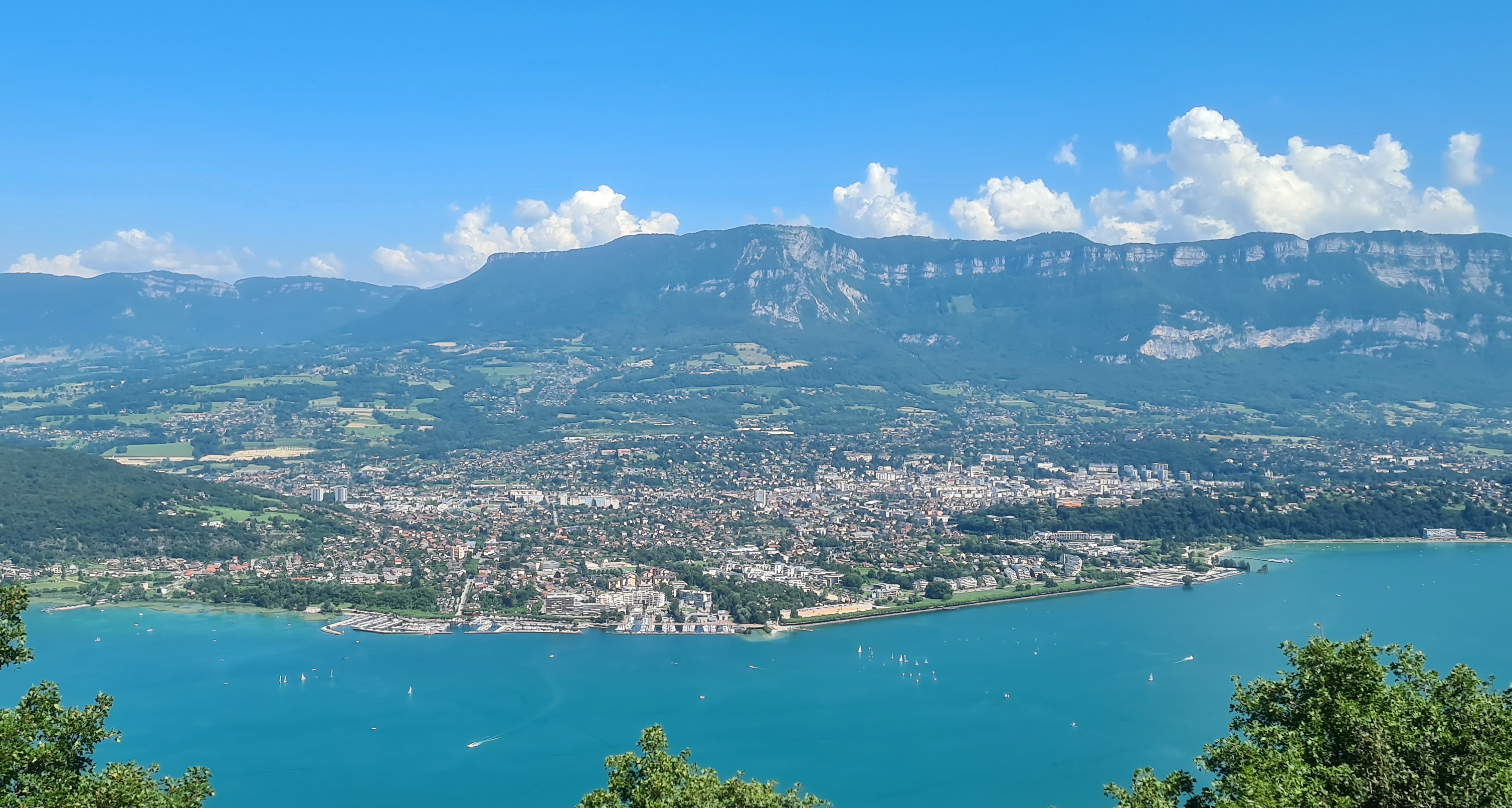
C'est à Aix les Bains que se regrouperont les équipages, au terme de l'itinéraire de concentration.

- Six parcours possibles, du 18 au 19 janvier :

1. Itinéraire de Bad Homburg (935 km) : Bad Homburg - Pont-à-Mousson - Neufchâteau - Champlitte - Seurre - Louhans - Bourg-en-Bresse - La Côte-Saint-André - Bourgoin-Jallieu - Ruffieux - Aix-les-Bains
2. Itinéraire de Barcelone (1119 km) : Barcelone - Portbou - Argelès - Saint-Affrique - Mende - Le Puy-en-Velay - Bourg-Argental - La Côte-Saint-André - Bourgoin-Jallieu - Ruffieux - Aix-les-Bains
3. Itinéraire de Lausanne (1052 km) : Lausanne - Pontarlier - Luxeuil - Recey-sur-Ource - Bar-le-Duc - Neufchâteau - Champlitte - Seurre - Louhans - Bourg-en-Bresse - La Côte-Saint-André - Bourgoin-Jallieu - Ruffieux - Aix-les-Bains
4. Itinéraire de Monte-Carlo (908 km) : Monte-Carlo - Grasse - Digne - Oraison - Courthézon - Mende - Le Puy-en-Velay - Bourg-Argental - La Côte-Saint-André - Bourgoin-Jallieu - Ruffieux - Aix-les-Bains
5. Itinéraire de Paris (892 km) : Paris - Reims - Bar-le-Duc - Neufchâteau - Champlitte - Seurre - Louhans - Bourg-en-Bresse - La Côte-Saint-André - Bourgoin-Jallieu - Ruffieux - Aix-les-Bains
6. Itinéraire de Sestrières (977 km) : Sestrières - Turin - Alexandrie - Brescia - Milan - Aoste - Tunnel du Mont-Blanc - Ugine - Ruffieux - Aix-les-Bains

### Étape de classement
- Aix-les-Bains - Montmélian - Allevard - Chambéry - Viviers-du-Lac - Chambéry - Entremont - Chambéry - Aix-les-Bains, le 19 janvier
- 6 épreuves spéciales, 96,8 km

### Étape commune
- Aix-les-Bains - Vienne - Bourg-Argental - Lamastre - Antraigues - Grospierres - Vaison-la-Romaine - Crest - Die - Gap - Embrun - Sisteron - Digne - Castellane - Roquestéron - Levens - Monaco, du 20 au 22 janvier
- 19 épreuves spéciales, 526,1 km

### Étape finale
- Monaco - Sainte-Agnès - Sospel - Saint-Martin-Vésubie - Saint-Sauveur-sur-Tinée - Puget-Théniers - Luceram - La Turbie - Monaco - Èze - Peille - Sospel - Saint-Martin-Vésubie - Saint-Sauveur-sur-Tinée - Puget-Théniers - Saint-Auban - Roquestéron - Luceram - La Turbie - Monaco, du 23 au 24 janvier
- 11 épreuves spéciales, 258,2 km

## Les forces en présence
Les organisateurs de l'épreuve ont volontairement limité à cent-soixante le nombre d'équipages. Sur les cent-soixante inscrits, seuls cent-cinquante-six seront présents au départ.
- Peugeot

Peugeot-Talbot Sport a engagé trois 205 Turbo 16 Évolution 2 groupe B pour Timo Salonen, Juha Kankkunen et Bruno Saby. Mesurant seulement 3,83 mètres de long et pesant 980 kg, les 205 sont dotées d'un moteur quatre cylindres en position centrale arrière, d'une cylindrée de 1775 cm3. L'alimentation est assurée par un système d'injection électronique Bosch associé à un turbocompresseur Garrett. La puissance maximale est de l'ordre de 450 chevaux à 7500 tr/min. Combinant agilité et transmission intégrale, ces voitures se révèlent très efficaces sur asphalte comme sur piste. Au côté des trois équipages de pointe, Peugeot Allemagne a engagé une 205 T16 première version (980 kg, 350 chevaux) pour Michèle Mouton. Les quatre voitures sont équipées de pneus Michelin. Cinq 205 Turbo 16 privées sont également au départ, la marque étant également représentée par de nombreuses 205 GTI en groupe A (notamment celle de Jean-Pierre Ballet) et en groupe N.
- Audi

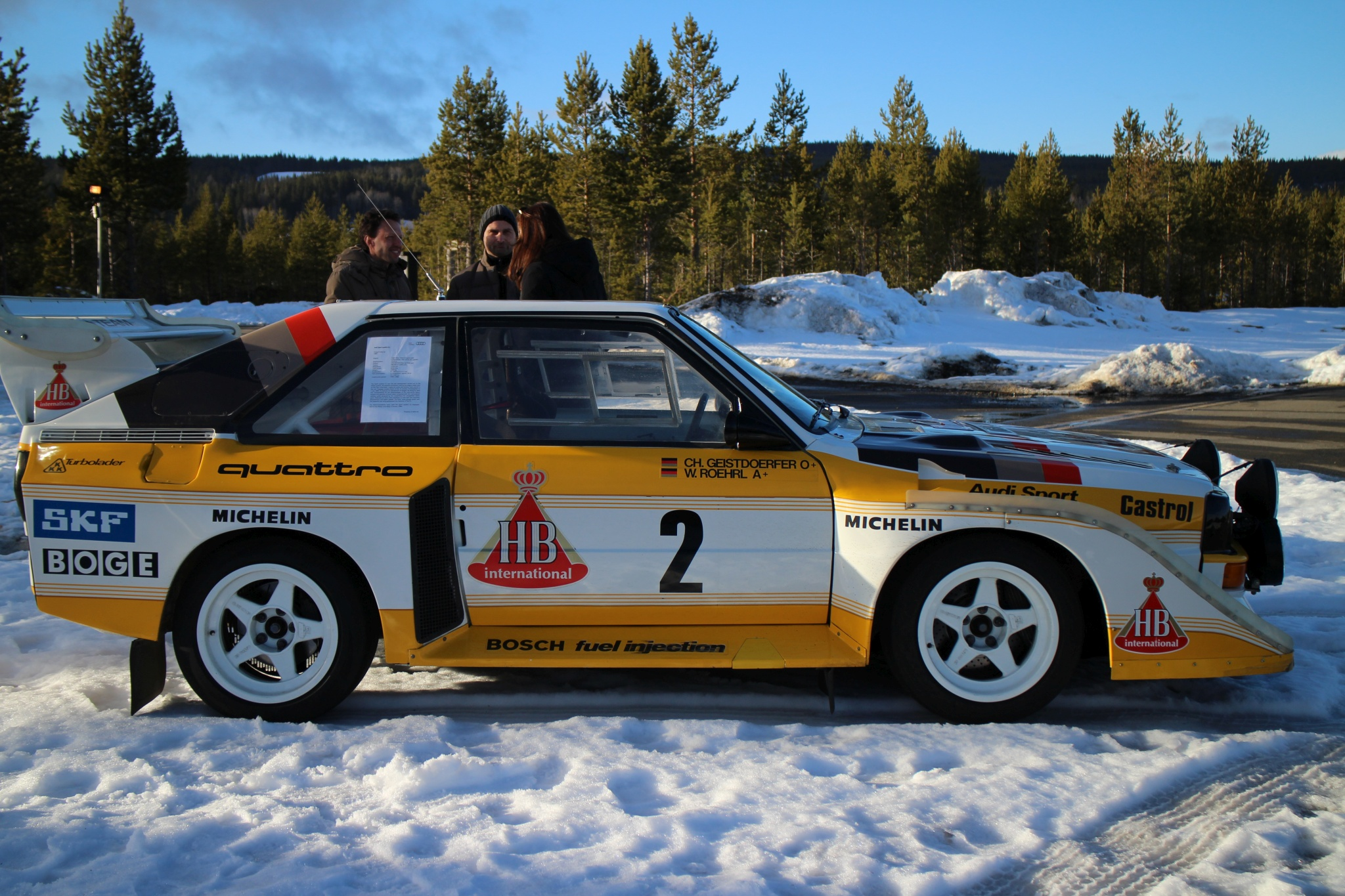
L'Audi Sport Quattro S1 groupe B de Walter Röhrl.

Audi Sport aligne deux Sport Quattro S1 groupe B pour Walter Röhrl et Hannu Mikkola. Ces coupés à moteur avant et transmission intégrale ont une longueur de 4,24 mètres et pèsent 1150 kg. Alimenté par un système d'injection électronique Bosch avec turbocompresseur KKK, leur cinq cylindres de 2110 cm3 délivre plus de 500 chevaux. Les Audi sont chaussées de pneus Michelin. L'ancien skieur autrichien Werner Grissmann s'était initialement inscrit sur sa Quattro A2 groupe B (1200 kg, moteur avant cinq cylindres, 2121 cm3, turbo KKK, environ 350 chevaux, transmission intégrale) mais a finalement déclaré forfait. En groupe A, on note la présence au départ du Coupé Quattro de Pierre Bos et de la 80 Quattro de Rudolf Stohl, des voitures dont le moteur cinq cylindres atmosphérique de 2144 cm3 développe 190 chevaux.
- Lancia

La Scuderia Lancia a préparé trois Lancia Delta S4 groupe B à transmission intégrale qui seront aux mains de Markku Alén, Henri Toivonen et Massimo Biasion. Elles mesurent quatre mètres de long et pèsent environ une tonne. Placé en position centrale arrière, leur moteur quatre cylindres de 1759 cm3 à injection électronique Magneti Marelli dispose d'un double système de suralimentation, comprenant un compresseur volumétrique à lobes Abarth et un turbocompresseur KKK. La puissance dépasse les 450 chevaux à 8000 tr/min. Salvador Servià s'aligne quant à lui au volant d'une berlinette Rally 037 groupe B (960 kg, moteur central arrière de 2111 cm3, compresseur volumétrique Abarth, 350 chevaux à 8000 tr/min). Contrairement aux pilotes officiels qui utilisent des pneus Pirelli, l'Espagnol courra avec des pneus Michelin.
- MG

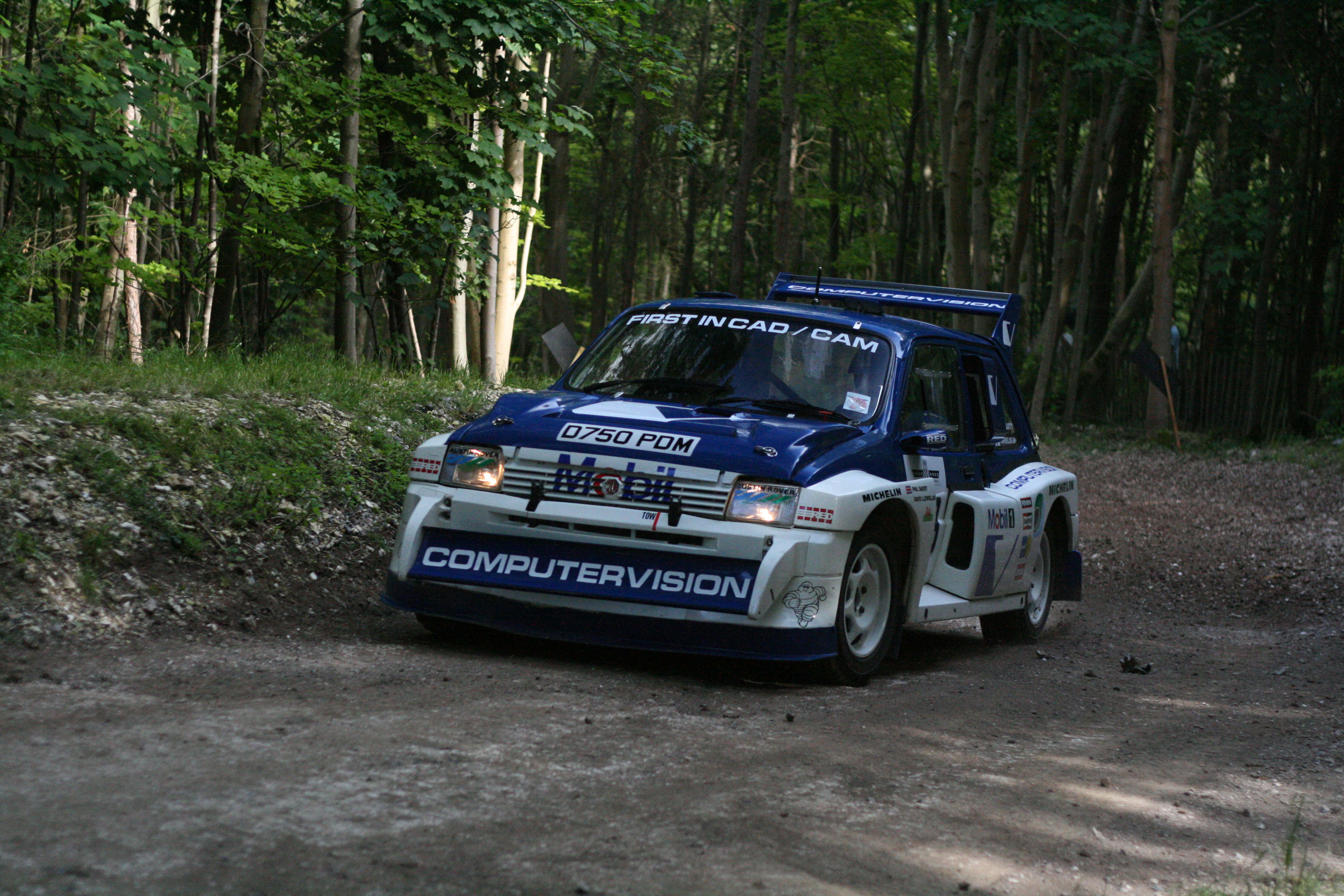
Une MG Metro 6R4 groupe B.

Austin Rover engage deux MG Metro 6R4 groupe B, à moteur central arrière et transmission intégrale, pour Tony Pond et à Malcolm Wilson, ce dernier disputant son premier Rallye Monte-Carlo. Mesurant 3,66 mètres, ces voitures sont les plus courtes de leur catégorie et font preuve d'une étonnante maniabilité. Leur V6 atmosphérique de 2991 cm3 est alimenté par un système d'injection électronique Lucas. Il développe 400 chevaux à 8500 tr/min. Les MG sont chaussées de pneus Michelin.
- Citroën

La BX 4TC groupe B fait ici sa première apparition en course. Cette berline de 1150 kg à transmission intégrale est mue par un moteur quatre cylindres de 2140 cm3, en position longitudinale avant. Alimenté par un système d'injection mécanique Bosch associé à un turbocompresseur KKK, il fournit 380 chevaux à 7000 tr/min. Ses 4,59 mètres de long risquent de constituer un handicap sur les parcours sinueux, d'autant que les premiers essais ont révélé une nette tendance sous-vireuse. Les deux exemplaires engagés, chaussés de pneus Michelin, ont été confiés à Jean-Claude Andruet et Philippe Wambergue.
- Renault

Alain Oreille s'aligne sur une Renault 11 Turbo groupe A (traction, moteur 1,4 litres, turbocompresseur Garrett, 180 chevaux). La marque française est bien représentée en groupe N, avec pas moins de vingt 5 GT Turbo aux mains de pilotes indépendants.
- Opel

Les pilotes privés «Tchine» et Manfred Hero prendront le départ sur des Manta 400 groupe B. Pesant moins d'une tonne, ces coupés à transmission classique sont dotés d'un moteur quatre cylindres de 2420 cm3 développé par Cosworth. Alimenté par deux carburateurs Weber double corps, il développe 275 chevaux à 7250 tr/min.
- Mazda

Les deux Mazda 323 4WD engagées par le Mazda Rally Team Europe comptent parmi les favorites du groupe A. Ces petites berlines à moteur avant et transmission intégrale sont équipées d'un quatre cylindres de 1598 cm3 avec système d'injection Nippon Denso associé à un turbocompresseur IHI d'une puissance de l'ordre de 240 chevaux à 6500 tr/min. Elles sont aux mains d'Ingvar Carlsson et d'Achim Warmbold et utilisent des pneus Michelin.
- Volkswagen

Volkswagen Motorsport engage deux Golf GTI groupe A pour Franz Wittmann et Kenneth Eriksson. Ces tractions de 880 kg sont dotées d'un moteur quatre cylindres de 1781 cm3 à injection mécanique Bosch de 170 chevaux. Elles sont chaussées de pneus Pirelli.
- Fiat

D'une puissance de 180 chevaux, les trois Fiat Uno Turbo groupe A engagées par le Jolly Club sont aux mains de Giovanni del Zoppo, Michele Rayneri et Alessandro Fiorio. Ces petites tractions sont motorisées par un quatre cylindres de 1301 cm3 avec turbocompresseur IHI, d'une puissance de 165 chevaux à 6500 tr/min. Elles pèsent 885 kg et utilisent des pneus Michelin.
- Alfa Romeo

Bertrand Balas prendra le départ sur une Alfa Romeo 33 4x4 groupe A, à moteur boxer de 1 490 cm3 (150 chevaux). Pilotant une 33 4x4 de série (110 chevaux), Jacques Panciatici tente quant à lui sa chance en groupe N. Parmi les autres Alfa Romeo privées au départ, on note la présence de Maurizio Verini au volant d'un coupé Alfetta GTV6. Ces voitures sont équipées de pneus Pirelli.

## Déroulement de la course

### Itinéraire de concentration
Suivant l'itinéraire choisi, les cent-cinquante-six équipages s'élancent de leur ville de départ le samedi (le matin pour les deux parcours les plus longs, l'après-midi pour les quatre autres). Aucun incident sérieux ne viendra perturber la course des principaux concurrents, malgré la neige rencontrée par ceux partis d'Allemagne. Markku Alén s'est cependant plaint de dysfonctionnements occasionnels du moteur de sa Lancia, mais ses mécaniciens parviendront à réviser entièrement la gestion électronique de son moteur avant le départ de l'étape de classement. Toutes les voitures ont réussi à rallier Aix-les-Bains le dimanche matin dans le temps imparti.

### Étape de classement

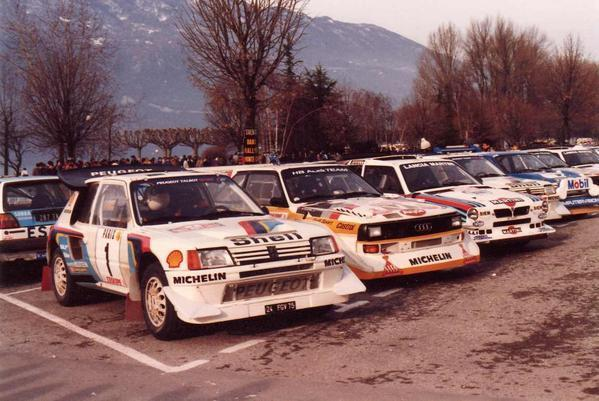
Le parc fermé d'Aix les Bains, point de départ de l'étape de classement. Au premier plan la Peugeot 205 Turbo 16 du champion du monde Timo Salonen, porteur du numéro 1. On distingue ensuite l'Audi Sport Quattro de Walter Röhrl, la Lancia Delta S4 de Markku Alén, la 205 Turbo 16 de Juha Kankkunen et la MG Metro 6R4 de Tony Pond.

Les équipages repartent d'Aix les Bains le dimanche après-midi. Bruno Saby et Jean-Claude Andruet vont tous deux éprouver des difficultés à s'élancer : la Peugeot 205 Turbo 16 du premier et la Citroën BX 4TC du second ont toutes deux dû être poussées pour sortir du parc fermé ; la transmission semblant bloquée, un mécanicien a conseillé à Saby d'accélérer à fond en première pour régler le problème, tandis que les assistants de l'équipe Citroën ont eu plus de mal à faire démarrer le moteur d'Andruet, qui était noyé. Les deux pilotes français écopent chacun d'une demi-minute de pénalité, pour aide extérieure. Disputant sa première course sur la Lancia Delta S4, Massimo Biasion se montre le plus rapide dans le premier secteur chronométré, disputé sur une route enneigée. Il est bien vite relayé en tête de la course par son coéquipier Henri Toivonen, le Finlandais dominant la plupart des épreuves spéciales de la journée. De retour au parc fermé d'Aix les Bains, peu avant minuit, il possède plus d'une minute d'avance sur ses deux compagnons d'écurie, Alen (qui a pourtant eu quelques soucis avec son moteur) et Biasion, les trois Lancia officielles occupant les trois premières places ! Elles précèdent les Peugeot de Saby et de Salonen ; ce dernier s'était approché à une seconde de Toivonen avant de perdre du temps à cause d'un mauvais choix de pneus. Bien parti, Walter Röhrl n'occupe que le sixième rang, le moteur de son Audi fonctionnant mal. Il précède son coéquipier Hannu Mikkola et Michèle Mouton, qui découvre le pilotage de la 205. Très rapides lors de leur première sortie en fin de saison dernière, les MG Metro sont cette fois en retrait : Tony Pond occupait le neuvième rang lorsque sa direction s'est bloquée et le Britannique s'est encastré dans un poteau ; il a pu rejoindre le parc fermé mais, très attardé, ne prendra pas le départ de l'étape suivante. Sur la deuxième voiture, Malcolm Wilson, qui découvre le Monte-Carlo est neuvième, accusant près de quatre minutes de retard. Il devance Andruet, dont la BX manque de mise au point et s'avère difficile à manier, tandis que la deuxième voiture de l'équipe, aux mains de Philippe Wambergue, n'a pu aller très loin, hydraulique déficiente. Onzième sur sa Mazda, Ingvar Carlsson est en tête du groupe A. Alors qu'il occupait le cinquième rang, Juha Kankkunen a perdu environ neuf minutes au départ du dernier tronçon chronométré, avant que le moteur de sa 205 ne puisse enfin démarrer, et le pilote finlandais a chuté à la vingt-et-unième place du classement général. Cent-trente-sept équipages ont terminé l'étape.
| Pos. | Pilote              | Copilote                | Voiture                 | Groupe | Temps           | Écart         |
| ---- | ------------------- | ----------------------- | ----------------------- | ------ | --------------- | ------------- |
| 1    | Henri Toivonen      | Sergio Cresto           | Lancia Delta S4         | B      | 1 h 09 min 49 s |               |
| 2    | Markku Alén         | Ilkka Kivimäki          | Lancia Delta S4         | B      | 1 h 10 min 54 s | + 1 min 05 s  |
| 3    | Massimo Biasion     | Tiziano Siviero         | Lancia Delta S4         | B      | 1 h 11 min 06 s | + 1 min 17 s  |
| 4    | Bruno Saby          | Jean-François Fauchille | Peugeot 205 Turbo 16 E2 | B      | 1 h 11 min 11 s | + 1 min 22 s  |
| 5    | Timo Salonen        | Seppo Harjanne          | Peugeot 205 Turbo 16 E2 | B      | 1 h 11 min 36 s | + 1 min 47 s  |
| 6    | Walter Röhrl        | Christian Geistdörfer   | Audi Sport Quattro S1   | B      | 1 h 12 min 31 s | + 2 min 42 s  |
| 7    | Hannu Mikkola       | Arne Hertz              | Audi Sport Quattro S1   | B      | 1 h 12 min 36 s | + 2 min 47 s  |
| 8    | Michèle Mouton      | Terry Harryman          | Peugeot 205 Turbo 16    | B      | 1 h 12 min 52 s | + 3 min 03 s  |
| 9    | Malcolm Wilson      | Nigel Harris            | MG Metro 6R4            | B      | 1 h 13 min 48 s | + 3 min 59 s  |
| 10   | Jean-Claude Andruet | Annick Peuvergne        | Citroën BX 4TC          | B      | 1 h 16 min 01 s | + 6 min 12 s  |
| 11   | Ingvar Carlsson     | Jan-Olof Bohlin         | Mazda 323 4WD           | A      | 1 h 16 min 21 s | + 6 min 32 s  |
| 12   | Bertrand Balas      | Eric Lainé              | Alfa Romeo 33 4x4       | A      | 1 h 17 min 36 s | + 7 min 47 s  |
| 13   | Kenneth Eriksson    | Peter Diekmann          | Volkswagen Golf GTI     | A      | 1 h 17 min 52 s | + 8 min 03 s  |
| 14   | Franck Métiffiot    | Philippe Bouvier        | Peugeot 205 Turbo 16    | B      | 1 h 17 min 57 s | + 8 min 08 s  |
| 15   | Franz Wittmann      | Matthias Feltz          | Volkswagen Golf GTI     | A      | 1 h 19 min 13 s | + 9 min 24 s  |
| 16   | Michele Rayneri     | Carlo Cassina           | Fiat Uno Turbo          | A      | 1 h 19 min 26 s | + 9 min 37 s  |
| 17   | Paul Gardère        | Jean-Louis Bufferne     | Peugeot 205 Turbo 16    | B      | 1 h 19 min 30 s | + 9 min 41 s  |
| 18   | Giovanni del Zoppo  | Loris Roggia            | Fiat Uno Turbo          | A      | 1 h 19 min 51 s | + 10 min 02 s |
| 18=  | Alain Oreille       | Sylvie Oreille          | Renault 11 Turbo        | A      | 1 h 19 min 51 s | + 10 min 02 s |
| 20   | Salvador Servià     | Jorge Sabater           | Lancia Rally 037        | B      | 1 h 19 min 54 s | + 10 min 05 s |
| 21   | Juha Kankkunen      | Juha Piironen           | Peugeot 205 Turbo 16 E2 | B      | 1 h 19 min 57 s | + 10 min 08 s |
| 22   | Alessandro Fiorio   | Luigi Pirollo           | Fiat Uno Turbo          | A      | 1 h 21 min 02 s | + 11 min 13 s |
| 23   | Pierre Bos          | Jean-Claude Leuvrey     | Audi Coupé Quattro      | A      | 1 h 21 min 20 s | + 11 min 31 s |
| 24   | Rudolf Stohl        | Peter Seisenbacher      | Audi 80 Quattro         | A      | 1 h 22 min 24 s | + 12 min 35 s |
| 25   | Jean-Pierre Ballet  | Philippe Ozoux          | Peugeot 205 GTI         | A      | 1 h 22 min 48 s | + 12 min 59 s |

### Étape commune

#### Aix-les-Bains - Grospierres
Après une nuit de repos, les concurrents repartent d'Aix les Bains le lundi matin, en direction du Vivarais, où ont lieu les premières épreuves chronométrées de la journées. Les pilotes Lancia continuent leur domination et conservent les trois premières places. Sorti de la route entre Saint-Sauveur-en-Rue et Saint-Régis, Andruet a dû abandonner. Dans le même secteur, Kenneth Eriksson a mis sa Volkswagen Golf sur le toit, mais a pu repartir. Il a cependant répandu de l'huile sur la route, qui piégera Giovanni del Zoppo et Alessandro Fiorio (tous deux sur Fiat Uno) ainsi que Jean-Pierre Ballet (Peugeot 205), causant ainsi l'abandon de trois des meilleurs protagonistes du groupe A. Faisant jeu égal avec Salonen au cours de la journée, Saby va rencontrer des problèmes de boîte de vitesses dans l'épreuve de Lalouvesc, et son remplacement va lui coûter six minutes de pénalisation routière qui le font reculer au neuvième rang. À Vals-les-Bains, les trois Lancia sont toujours devant, Toivonen ayant plus de trois minutes d'avance la Peugeot de Salonen, quatrième. L'épreuve de la Souche va cependant quelque peu redistribuer les cartes : les vingt premiers kilomètres sont secs mais les sept derniers sont en grande partie verglacés ; les voitures italiennes se sont élancées avec des pneus cloutés, contrairement aux équipes officielles Peugeot et Audi qui ont opté pour des pneus «slick». Le risque paie et permet à Salonen et Röhrl (qui s'est montré le plus rapide sur ce tronçon) de passer devant Biasion. Bien qu'ayant concédé une cinquantaine de secondes, Toivonen rallie le parc fermé de Grospierres avec plus de deux minutes d'avance sur Alén, qui conserve de peu la deuxième place devant Salonen et Röhrl, au coude-à-coude. Viennent ensuite Biasion, Wilson, Mouton (qui a été retardée par un début d'incendie), Saby et Kankkunen, qui a regagné plus de dix places au cours de la journée. Treizième, Carlsson conserve la tête du groupe A, mais ne compte qu'une demi-minute d'avance sur Eriksson. Il reste cent-dix-neuf voitures en course.
| Pos. | Pilote           | Copilote                | Voiture                 | Groupe | Temps           | Écart         |
| ---- | ---------------- | ----------------------- | ----------------------- | ------ | --------------- | ------------- |
| 1    | Henri Toivonen   | Sergio Cresto           | Lancia Delta S4         | B      | 2 h 24 min 27 s |               |
| 2    | Markku Alén      | Ilkka Kivimäki          | Lancia Delta S4         | B      | 2 h 26 min 49 s | + 2 min 22 s  |
| 3    | Timo Salonen     | Seppo Harjanne          | Peugeot 205 Turbo 16 E2 | B      | 2 h 27 min 02 s | + 2 min 35 s  |
| 4    | Walter Röhrl     | Christian Geistdörfer   | Audi Sport Quattro S1   | B      | 2 h 27 min 08 s | + 2 min 41 s  |
| 5    | Massimo Biasion  | Tiziano Siviero         | Lancia Delta S4         | B      | 2 h 27 min 43 s | + 3 min 16 s  |
| 6    | Hannu Mikkola    | Arne Hertz              | Audi Sport Quattro S1   | B      | 2 h 28 min 13 s | + 3 min 46 s  |
| 7    | Malcolm Wilson   | Nigel Harris            | MG Metro 6R4            | B      | 2 h 31 min 26 s | + 6 min 59 s  |
| 8    | Michèle Mouton   | Terry Harryman          | Peugeot 205 Turbo 16    | B      | 2 h 32 min 46 s | + 8 min 19 s  |
| 9    | Bruno Saby       | Jean-François Fauchille | Peugeot 205 Turbo 16 E2 | B      | 2 h 34 min 22 s | + 9 min 55 s  |
| 10   | Juha Kankkunen   | Juha Piironen           | Peugeot 205 Turbo 16 E2 | B      | 2 h 36 min 23 s | + 11 min 56 s |
| 11   | Salvador Servià  | Jorge Sabater           | Lancia Rally 037        | B      | 2 h 40 min 28 s | + 16 min 01 s |
| 12   | Franck Métiffiot | Philippe Bouvier        | Peugeot 205 Turbo 16    | B      | 2 h 44 min 35 s | + 20 min 08 s |
| 13   | Ingvar Carlsson  | Jan-Olof Bohlin         | Mazda 323 4WD           | A      | 2 h 44 min 44 s | + 20 min 17 s |
| 14   | Kenneth Eriksson | Peter Diekmann          | Volkswagen Golf GTI     | A      | 2 h 45 min 15 s | + 20 min 48 s |
| 15   | Alain Oreille    | Sylvie Oreille          | Renault 11 Turbo        | A      | 2 h 46 min 29 s | + 22 min 02 s |
| 16   | Michele Rayneri  | Carlo Cassina           | Fiat Uno Turbo          | A      | 2 h 47 min 47 s | + 23 min 20 s |
| 17   | Franz Wittmann   | Matthias Feltz          | Volkswagen Golf GTI     | A      | 2 h 48 min 05 s | + 23 min 38 s |
| 18   | Paul Gardère     | Jean-Louis Bufferne     | Peugeot 205 Turbo 16    | B      | 2 h 48 min 38 s | + 24 min 11 s |
| 19   | Manfred Hero     | Ludwig Grün             | Opel Manta 400          | B      | 2 h 49 min 47 s | + 25 min 20 s |
| 20   | Pierre Bos       | Jean-Claude Leuvrey     | Audi Coupé Quattro      | A      | 2 h 50 min 27 s | + 26 min 00 s |
| 21   | Bertrand Balas   | Eric Lainé              | Alfa Romeo 33 4x4       | A      | 2 h 50 min 48 s | + 26 min 21 s |
| 22   | Jean-Paul Aymé   | Brigitte Aymé           | Renault 5 Turbo         | B      | 2 h 51 min 19 s | + 26 min 52 s |
| 23   | Bernard Donguès  | Roselyne Prioux         | Renault 5 GT Turbo      | N      | 2 h 52 min 17 s | + 27 min 50 s |
| 24   | Klaus Fritzinger | Henning Wünsch          | Toyota Corolla GT       | A      | 2 h 53 min 17 s | + 28 min 50 s |
| 25   | Rudolf Stohl     | Peter Seisenbacher      | Audi 80 Quattro         | A      | 2 h 53 min 39 s | + 29 min 12 s |

#### Grospierres - Vaison-la-Romaine

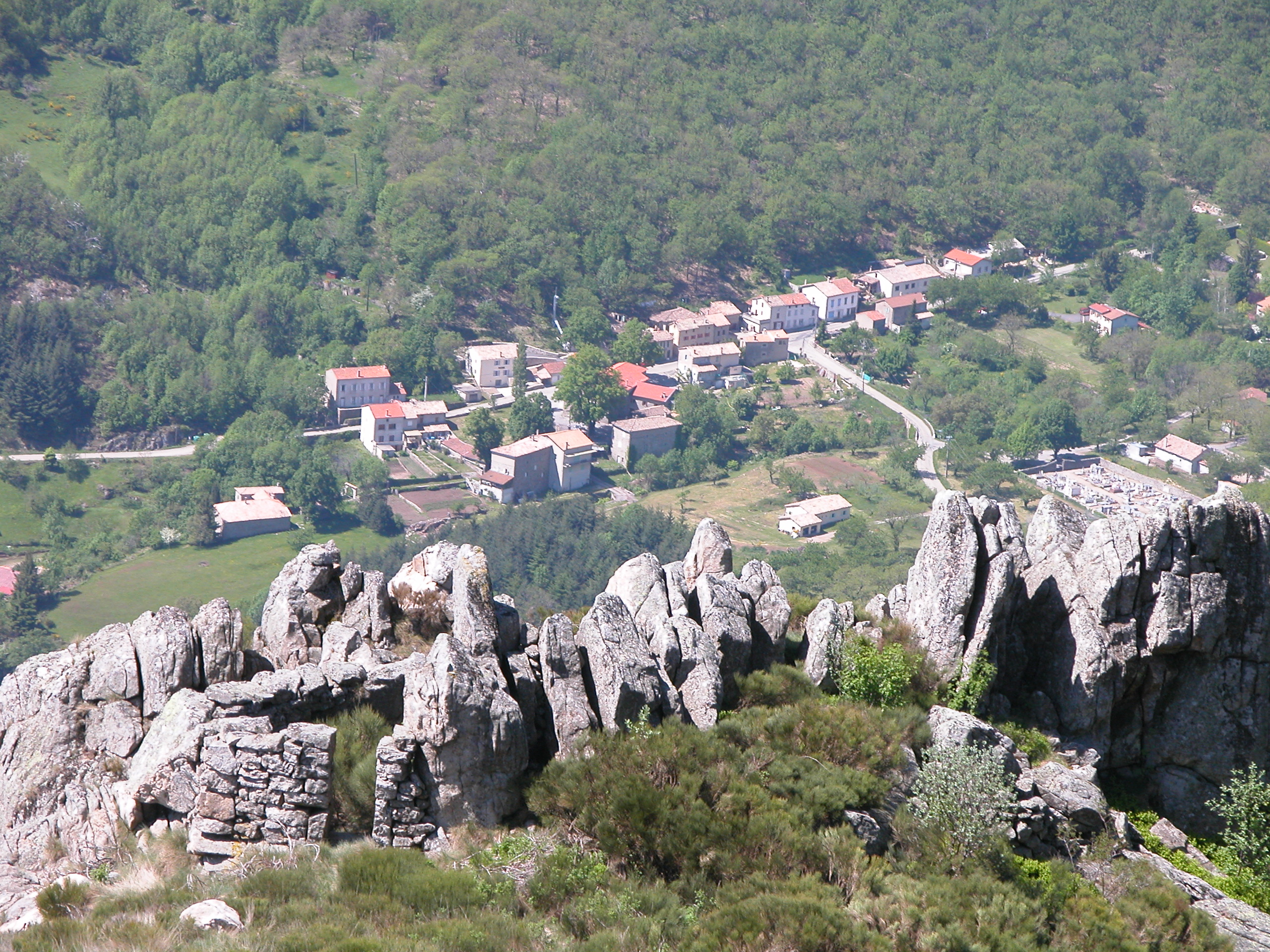
Labastide-sur-Besorgues, sur le parcours de liaison. C'est tout près de ce village que Toivonen a été percuté par un chauffard.

Les concurrents repartent le mardi matin pour affronter les dernières épreuves ardéchoises. Le secteur de Burzet, en grande partie verglacé, est fatal à la MG de Wilson, qui casse sa transmission. Ralenti par une crevaison lente, Röhrl s'arrête pour monter sa roue de secours, mais celle-ci n'est pas cloutée et le pilote allemand perd au total six minutes, rétrogradant en sixième position, derrière son coéquipier Mikkola. Toivonen a maintenant près de trois minutes d'avance sur Alén dont le moteur a parfois des ratés et qui est directement menacé par Salonen, revenu à deux secondes de lui. La confortable position de Toivonen va toutefois être sérieusement remise en cause quelques kilomètres plus loin : sur l'étroite et sinueuse route du col de Moucheyre, l'équipage de tête circule à allure modérée lorsqu'elle est heurtée de plein fouet par une Ford Taunus roulant au milieu de la chaussée. Le choc est assez violent et l'avant de la Lancia est sérieusement endommagé, le pilote souffrant quant à lui d'une blessure à la cheville, son copilote Sergio Cresto étant indemne, tout comme le chauffard. Heureusement pour lui, deux voitures d'assistance arrivent peu après sur les lieux et les mécaniciens vont parvenir effectuer en un temps record une réparation de fortune, remplaçant la suspension avant gauche, la direction, les radiateurs d'eau et d'huile et rafistolant tant bien que mal structure et carrosserie. L'intervention dure près de quarante minutes et lorsqu'il repart enfin, Toivonen ne dispose plus que de vingt-cinq minutes pour pointer dans les délais au contrôle suivant. Malgré un châssis plié, il réussit à accomplir les quarante-neuf kilomètres le séparant de Saint-Maurice-d'Ibie en un temps record (à près de 115 km/h de moyenne !), n'encaissant qu'une minute de pénalisation routière. Malgré les directives de son directeur d'écurie, Cesare Fiorio, le Finlandais n'a pas pris la peine de s'arrêter au point d'assistance prévu pour faire vérifier l'état de la voiture et c'est à 200 km/h qu'il est passé à hauteur de ses mécaniciens ! Tirant le meilleur parti de sa monture blessée, il ne concède ensuite que quarante-trois secondes à Salonen dans le secteur de Saint-Montan et parvient à rallier le parc fermé de Vaison-la-Romaine en conservant plus d'une minute d'avance sur son principal rival, tandis qu'Alén a rétrogradé à la troisième place. Quatrième, Biasion précède les Audi de Mikkola et Röhrl, Saby étant remonté en sepième position devant Mouton et Kankkunen. Douzième, Carlsson conserve la tête du groupe A mais n'a plus que dix-sept secondes d'avance sur la Renault 11 d'Alain Oreille, qui a dépassé Eriksson.
| Pos. | Pilote           | Copilote                | Voiture                 | Groupe | Temps           | Écart         |
| ---- | ---------------- | ----------------------- | ----------------------- | ------ | --------------- | ------------- |
| 1    | Henri Toivonen   | Sergio Cresto           | Lancia Delta S4         | B      | 3 h 12 min 24 s |               |
| 2    | Timo Salonen     | Seppo Harjanne          | Peugeot 205 Turbo 16 E2 | B      | 3 h 13 min 41 s | + 1 min 17 s  |
| 3    | Markku Alén      | Ilkka Kivimäki          | Lancia Delta S4         | B      | 3 h 14 min 03 s | + 1 min 39 s  |
| 4    | Massimo Biasion  | Tiziano Siviero         | Lancia Delta S4         | B      | 3 h 14 min 27 s | + 2 min 03 s  |
| 5    | Hannu Mikkola    | Arne Hertz              | Audi Sport Quattro S1   | B      | 3 h 15 min 22 s | + 2 min 58 s  |
| 6    | Walter Röhrl     | Christian Geistdörfer   | Audi Sport Quattro S1   | B      | 3 h 19 min 36 s | + 7 min 12 s  |
| 7    | Bruno Saby       | Jean-François Fauchille | Peugeot 205 Turbo 16 E2 | B      | 3 h 20 min 12 s | + 7 min 48 s  |
| 8    | Michèle Mouton   | Terry Harryman          | Peugeot 205 Turbo 16    | B      | 3 h 22 min 07 s | + 9 min 43 s  |
| 9    | Juha Kankkunen   | Juha Piironen           | Peugeot 205 Turbo 16 E2 | B      | 3 h 23 min 16 s | + 10 min 52 s |
| 10   | Salvador Servià  | Jorge Sabater           | Lancia Rally 037        | B      | 3 h 29 min 37 s | + 17 min 13 s |
| 11   | Franck Métiffiot | Philippe Bouvier        | Peugeot 205 Turbo 16    | B      | 3 h 37 min 54 s | + 25 min 30 s |
| 12   | Ingvar Carlsson  | Jan-Olof Bohlin         | Mazda 323 4WD           | A      | 3 h 38 min 17 s | + 25 min 53 s |
| 13   | Alain Oreille    | Sylvie Oreille          | Renault 11 Turbo        | A      | 3 h 38 min 34 s | + 26 min 10 s |
| 14   | Kenneth Eriksson | Peter Diekmann          | Volkswagen Golf GTI     | A      | 3 h 38 min 44 s | + 26 min 20 s |
| 15   | Franz Wittmann   | Matthias Feltz          | Volkswagen Golf GTI     | A      | 3 h 41 min 34 s | + 29 min 10 s |
| 16   | Manfred Hero     | Ludwig Grün             | Opel Manta 400          | B      | 3 h 41 min 58 s | + 29 min 34 s |
| 17   | Paul Gardère     | Jean-Louis Bufferne     | Peugeot 205 Turbo 16    | B      | 3 h 42 min 10 s | + 29 min 46 s |
| 18   | Michele Rayneri  | Carlo Cassina           | Fiat Uno Turbo          | A      | 3 h 42 min 28 s | + 30 min 04 s |
| 19   | Pierre Bos       | Jean-Claude Leuvrey     | Audi Coupé Quattro      | A      | 3 h 45 min 14 s | + 32 min 50 s |
| 20   | Jean-Paul Aymé   | Brigitte Aymé           | Renault 5 Turbo         | B      | 3 h 45 min 38 s | + 33 min 14 s |
| 21   | Bernard Donguès  | Roselyne Prioux         | Renault 5 GT Turbo      | N      | 3 h 48 min 00 s | + 35 min 36 s |
| 22   | Klaus Fritzinger | Henning Wünsch          | Toyota Corolla GT       | A      | 3 h 48 min 08 s | + 35 min 44 s |
| 23   | Rudolf Stohl     | Peter Seisenbacher      | Audi 80 Quattro         | A      | 3 h 48 min 15 s | + 35 min 51 s |
| 24   | «Tchine»         | Gilles Thimonier        | Opel Manta 400          | B      | 3 h 51 min 34 s | + 39 min 10 s |

#### Vaison-la-Romaine - Gap
La course reprend après une pause de deux heures. L'assistance de la Scuderia Lancia a disposé d'une demi-heure pour améliorer le comportement de la voiture de Toivonen, qui reste toutefois délicate à manier. Si le Finlandais négocie parfaitement le secteur de Savoillan, il va cependant concéder une seconde au kilomètre dans le col du Reychasset, permettant à Salonen de revenir à moins d'une minute. Pression d'huile à zéro, Michèle Mouton n'a pu disputer l'épreuve. Alors qu'Alén va également renoncer (distribution hors d'usage dans le secteur de Saint-Jean-en-Royans), Toivonen réussit à reprendre un peu de terrain sur Salonen, ralliant Gap, dans la nuit et sous la neige, avec une minute et dix-sept secondes d'avance sur le champion du monde, qui devance Biasion d'une minute et demie. Désormais quatrième à quatre minutes de la Lancia de tête, Mikkola est hors de portée de Saby et de Röhrl. Kankkunen est remonté en septième position, loin devant la Lancia privée de Salvador Servià. Carlsson a été retardé par des problèmes d'injection, permettant à Oreille, neuvième du classement général, de mener le groupe A, une minute devant Eriksson. Alors qu'il dominait le groupe N au volant de sa Renault 5 GT Turbo, Bernard Donguès a dû renoncer (moteur surchauffé), et c'est maintenant René Sarrazin (sur un modèle identique) qui est en tête des voitures de série.
| Pos. | Pilote               | Copilote                | Voiture                 | Groupe | Temps           | Écart             |
| ---- | -------------------- | ----------------------- | ----------------------- | ------ | --------------- | ----------------- |
| 1    | Henri Toivonen       | Sergio Cresto           | Lancia Delta S4         | B      | 4 h 47 min 32 s |                   |
| 2    | Timo Salonen         | Seppo Harjanne          | Peugeot 205 Turbo 16 E2 | B      | 4 h 48 min 49 s | + 1 min 17 s      |
| 3    | Massimo Biasion      | Tiziano Siviero         | Lancia Delta S4         | B      | 4 h 50 min 19 s | + 2 min 47 s      |
| 4    | Hannu Mikkola        | Arne Hertz              | Audi Sport Quattro S1   | B      | 4 h 51 min 34 s | + 4 min 02 s      |
| 5    | Bruno Saby           | Jean-François Fauchille | Peugeot 205 Turbo 16 E2 | B      | 4 h 54 min 36 s | + 7 min 04 s      |
| 6    | Walter Röhrl         | Christian Geistdörfer   | Audi Sport Quattro S1   | B      | 4 h 56 min 17 s | + 8 min 45 s      |
| 7    | Juha Kankkunen       | Juha Piironen           | Peugeot 205 Turbo 16 E2 | B      | 5 h 00 min 16 s | + 12 min 44 s     |
| 8    | Salvador Servià      | Jorge Sabater           | Lancia Rally 037        | B      | 5 h 13 min 03 s | + 25 min 31 s     |
| 9    | Alain Oreille        | Sylvie Oreille          | Renault 11 Turbo        | A      | 5 h 26 min 38 s | + 39 min 06 s     |
| 10   | Kenneth Eriksson     | Peter Diekmann          | Volkswagen Golf GTI     | A      | 5 h 27 min 36 s | + 40 min 04 s     |
| 11   | Franz Wittmann       | Matthias Feltz          | Volkswagen Golf GTI     | A      | 5 h 29 min 04 s | + 41 min 32 s     |
| 12   | Ingvar Carlsson      | Jan-Olof Bohlin         | Mazda 323 4WD           | A      | 5 h 29 min 12 s | + 41 min 40 s     |
| 13   | Manfred Hero         | Ludwig Grün             | Opel Manta 400          | B      | 5 h 30 min 35 s | + 43 min 03 s     |
| 14   | Franck Métiffiot     | Philippe Bouvier        | Peugeot 205 Turbo 16    | B      | 5 h 31 min 38 s | + 44 min 06 s     |
| 15   | Paul Gardère         | Jean-Louis Bufferne     | Peugeot 205 Turbo 16    | B      | 5 h 32 min 27 s | + 44 min 55 s     |
| 16   | Pierre Bos           | Jean-Claude Leuvrey     | Audi Coupé Quattro      | A      | 5 h 37 min 47 s | + 50 min 15 s     |
| 17   | Jean-Paul Aymé       | Brigitte Aymé           | Renault 5 Turbo         | B      | 5 h 38 min 12 s | + 50 min 40 s     |
| 18   | Rudolf Stohl         | Peter Seisenbacher      | Audi 80 Quattro         | A      | 5 h 40 min 17 s | + 52 min 45 s     |
| 19   | Klaus Fritzinger     | Henning Wünsch          | Toyota Corolla GT       | A      | 5 h 40 min 51 s | + 53 min 19 s     |
| 20   | «Tchine»             | Gilles Thimonier        | Opel Manta 400          | B      | 5 h 45 min 58 s | + 58 min 26 s     |
| 21   | Christophe Spiliotis | Isabelle Spiliotis      | Porsche 911 SC          | B      | 5 h 46 min 17 s | + 58 min 45 s     |
| 22   | René Sarrazin        | Jean-Michel Rouger      | Renault 5 GT Turbo      | N      | 5 h 50 min 44 s | + 1 h 03 min 12 s |

#### Gap - Monaco

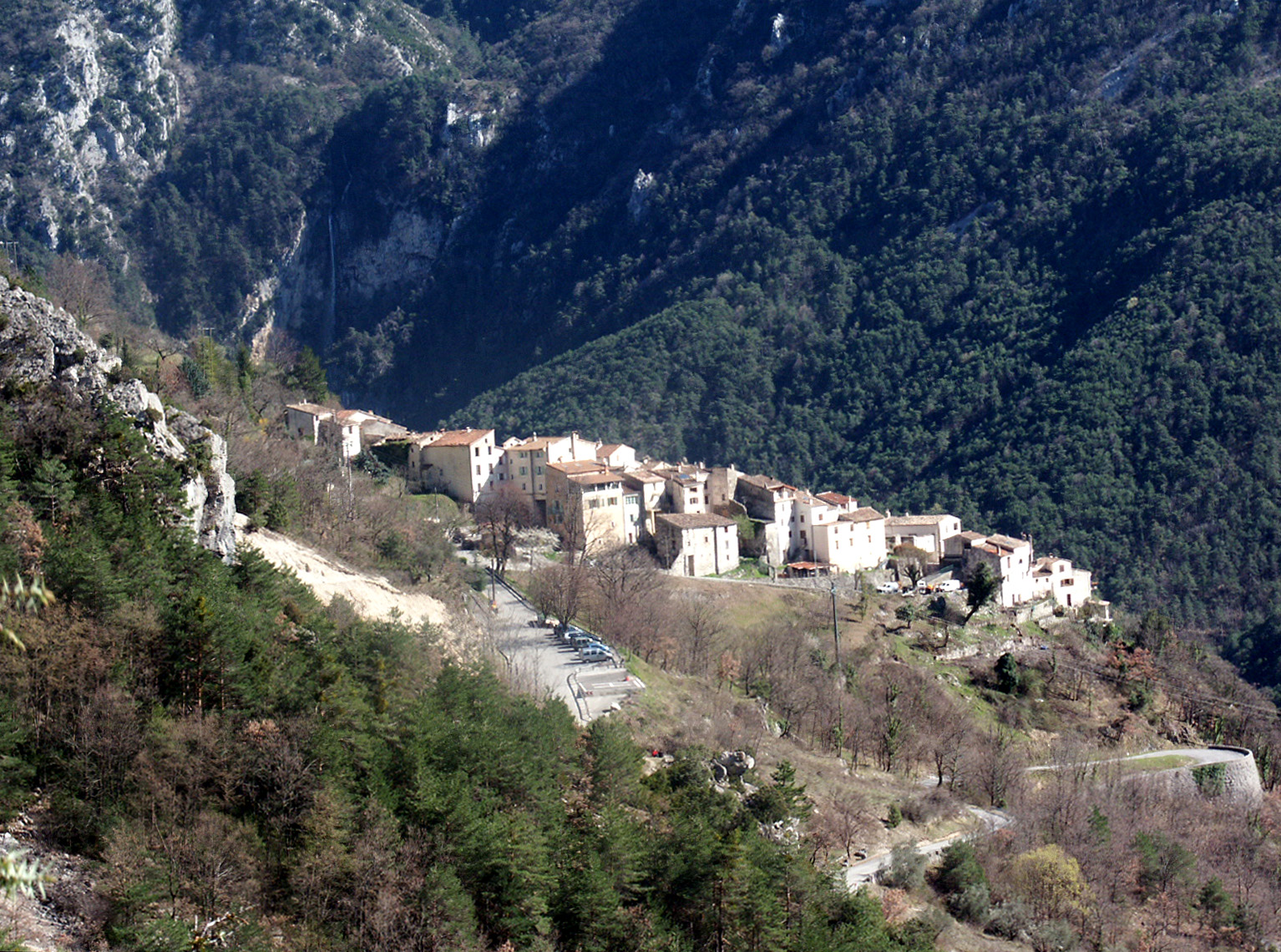
Aiglun, point de passage de la dernière épreuve chronométrée de l'étape commune.

La course reprend en fin de nuit, après quatre heures de repos, sur des routes majoritairement enneigées. Une crevaison de Toivonen dans le Col des Garcinets permet à Salonen de revenir à vingt-cinq secondes de la première Lancia. Le champion du monde va ensuite profiter d'un mauvais choix de pneus de son adversaire pour s'emparer du commandement dans l'épreuve spéciale suivante. La Scuderia Lancia fait à nouveau un mauvais choix dans le secteur de Trigance, où Salonen conforte son avance, alors que son coéquipier Saby, surpris par une plaque de verglas, sort de la route et endommage sa voiture, perdant de nombreuses minutes. Bien que concédant une douzaine de secondes à son rival sur la route d'Aiglun, Salonen conserve cependant plus d'une demi-minute d'avance sur son compatriote lorsqu'il rallie Monaco, le mercredi après-midi. Biasion, troisième, accuse près de deux minutes de retard mais reste hors de portée de Mikkola, deux minutes plus loin. La voiture de Saby n'a pu être totalement remise en état et le Grenoblois a rétrogradé en septième position, derrière Röhrl et Kankkunen. La lutte en groupe A reste très serrée, Oreille (neuvième du classement général derrière Servià) ne comptant qu'une vingtaine de secondes d'avance sur Eriksson. exploitant au mieux la motricité de son Alfa Romeo 33 à transmission intégrale sur la chaussée glissante, Jacques Panciatici a pris la tête du groupe N. Quatre-vingt-cinq voitures restent en lice pour l'étape finale.
| Pos. | Pilote               | Copilote                | Voiture                 | Groupe | Temps           | Écart             |
| ---- | -------------------- | ----------------------- | ----------------------- | ------ | --------------- | ----------------- |
| 1    | Timo Salonen         | Seppo Harjanne          | Peugeot 205 Turbo 16 E2 | B      | 6 h 55 min 22 s |                   |
| 2    | Henri Toivonen       | Sergio Cresto           | Lancia Delta S4         | B      | 6 h 55 min 55 s | + 33 s            |
| 3    | Massimo Biasion      | Tiziano Siviero         | Lancia Delta S4         | B      | 6 h 57 min 14 s | + 1 min 52 s      |
| 4    | Hannu Mikkola        | Arne Hertz              | Audi Sport Quattro S1   | B      | 6 h 59 min 16 s | + 3 min 54 s      |
| 5    | Walter Röhrl         | Christian Geistdörfer   | Audi Sport Quattro S1   | B      | 7 h 04 min 13 s | + 8 min 51 s      |
| 6    | Juha Kankkunen       | Juha Piironen           | Peugeot 205 Turbo 16 E2 | B      | 7 h 16 min 55 s | + 21 min 33 s     |
| 7    | Bruno Saby           | Jean-François Fauchille | Peugeot 205 Turbo 16 E2 | B      | 7 h 20 min 07 s | + 24 min 45 s     |
| 8    | Salvador Servià      | Jorge Sabater           | Lancia Rally 037        | B      | 7 h 31 min 23 s | + 36 min 01 s     |
| 9    | Alain Oreille        | Sylvie Oreille          | Renault 11 Turbo        | A      | 7 h 47 min 00 s | + 51 min 38 s     |
| 10   | Kenneth Eriksson     | Peter Diekmann          | Volkswagen Golf GTI     | A      | 7 h 47 min 23 s | + 52 min 01 s     |
| 11   | Franz Wittmann       | Matthias Feltz          | Volkswagen Golf GTI     | A      | 7 h 49 min 38 s | + 54 min 16 s     |
| 12   | Manfred Hero         | Ludwig Grün             | Opel Manta 400          | B      | 7 h 51 min 52 s | + 56 min 30 s     |
| 13   | Paul Gardère         | Jean-Louis Bufferne     | Peugeot 205 Turbo 16    | B      | 7 h 53 min 05 s | + 57 min 43 s     |
| 14   | Franck Métiffiot     | Philippe Bouvier        | Peugeot 205 Turbo 16    | B      | 7 h 53 min 17 s | + 57 min 55 s     |
| 15   | Pierre Bos           | Jean-Claude Leuvrey     | Audi Coupé Quattro      | A      | 8 h 03 min 02 s | + 1 h 07 min 40 s |
| 16   | Jean-Paul Aymé       | Brigitte Aymé           | Renault 5 Turbo         | B      | 8 h 05 min 52 s | + 1 h 10 min 30 s |
| 17   | Klaus Fritzinger     | Henning Wünsch          | Toyota Corolla GT       | A      | 8 h 07 min 15 s | + 1 h 11 min 53 s |
| 18   | Rudolf Stohl         | Peter Seisenbacher      | Audi 80 Quattro         | A      | 8 h 11 min 34 s | + 1 h 16 min 12 s |
| 19   | Christophe Spiliotis | Isabelle Spiliotis      | Porsche 911 SC          | B      | 8 h 12 min 46 s | + 1 h 17 min 24 s |
| 20   | Jacques Panciatici   | «Tilber»                | Alfa Romeo 33 4x4       | N      | 8 h 19 min 54 s | + 1 h 24 min 32 s |

### Étape finale

#### Monaco - Monaco:1reboucle
Le départ de l'étape finale a lieu le jeudi matin, la première boucle dans l'arrière-pays niçois se déroulant principalement de jour. La neige est rare, et les routes sont partiellement sèches. Salonen accroît son avance dans le secteur du col de la Madone mais dans les épreuves suivantes Toivonen attaque au maximum et rejoint bientôt son adversaire, qui dispute l'épreuve du col de la Couillole avec des pneus «slick» alors que la chaussée est très humide sur ce tronçon. Toivonen reprend alors l'avantage, qu'il va accentuer légèrement au cours de la journée. En début de soirée, il rallie le parc fermé de Monaco avec trente-sept secondes d'avance sur Salonen et près de deux minutes sur Biasion. Derrière les trois premiers, le classement reste figé, les deux Audi de Mikkola et Röhrl précédant toujours les 205 de Kankkunen et Saby tandis qu'Oreille, neuvième derrière Servià, se maintient en tête du groupe A.
| Pos. | Pilote           | Copilote                | Voiture                 | Groupe | Temps           | Écart             |
| ---- | ---------------- | ----------------------- | ----------------------- | ------ | --------------- | ----------------- |
| 1    | Henri Toivonen   | Sergio Cresto           | Lancia Delta S4         | B      | 8 h 13 min 27 s |                   |
| 2    | Timo Salonen     | Seppo Harjanne          | Peugeot 205 Turbo 16 E2 | B      | 8 h 14 min 04 s | + 37 s            |
| 3    | Massimo Biasion  | Tiziano Siviero         | Lancia Delta S4         | B      | 8 h 15 min 23 s | + 1 min 56 s      |
| 4    | Hannu Mikkola    | Arne Hertz              | Audi Sport Quattro S1   | B      | 8 h 19 min 57 s | + 6 min 30 s      |
| 5    | Walter Röhrl     | Christian Geistdörfer   | Audi Sport Quattro S1   | B      | 8 h 24 min 21 s | + 10 min 54 s     |
| 6    | Juha Kankkunen   | Juha Piironen           | Peugeot 205 Turbo 16 E2 | B      | 8 h 38 min 20 s | + 24 min 53 s     |
| 7    | Bruno Saby       | Jean-François Fauchille | Peugeot 205 Turbo 16 E2 | B      | 8 h 39 min 33 s | + 26 min 06 s     |
| 8    | Salvador Servià  | Jorge Sabater           | Lancia Rally 037        | B      | 8 h 54 min 38 s | + 41 min 11 s     |
| 9    | Alain Oreille    | Sylvie Oreille          | Renault 11 Turbo        | A      | 9 h 15 min 04 s | + 1 h 01 min 37 s |
| 10   | Kenneth Eriksson | Peter Diekmann          | Volkswagen Golf GTI     | A      | 9 h 17 min 21 s | + 1 h 03 min 54 s |
| 11   | Manfred Hero     | Ludwig Grün             | Opel Manta 400          | B      | 9 h 18 min 52 s | + 1 h 05 min 25 s |
| 12   | Franz Wittmann   | Matthias Feltz          | Volkswagen Golf GTI     | A      | 9 h 20 min 45 s | + 1 h 07 min 18 s |

#### Monaco - Monaco:2eboucle
Après deux heures de repos, les équipages s'élancent dans la nuit pour la dernière boucle. Avec le froid, le verglas fait son apparition dans la plupart des secteurs. Biasion sort de la route sur le parcours de liaison entre Monaco et Saint-Martin de Peille et abandonne sur place. Dans le col de la Madone, Salonen heurte un muret et, craignant avoir crevé un pneu, se montre prudent durant la deuxième partie de l'épreuve. Il concède onze secondes supplémentaires à Toivonen et va dès lors assurer sa deuxième place. Jouant la sécurité, il préfère monter des pneus cloutés pour escalader le col de Turini, où son retard s'accentue quelque peu. Il perd ensuite deux minutes sur le parcours très verglacé du col de la Couillole. Dès lors, la course est jouée. Toivonen peut lever le pied, laissant à Röhrl le soin de remporter les trois dernières épreuves spéciales. Le jeune Finlandais réussit l'exploit de s'imposer sur une voiture fortement endommagée, permettant à Lancia de remporter sa huitième victoire à Monte-Carlo. Deuxième, Salonen termine à plus de quatre minutes de son compatriote, précédant les deux Audi de Mikkola et Röhrl et les 205 de Kankkunen et Saby. Huitième derrière la Lancia privée de Servià, Oreille remporte le groupe A devant les deux Volkswagen d'Eriksson et Wittmann, tandis que Panciatici, dix-huitième, s'impose en groupe N. Soixante-cinq voitures ont atteint l'arrivée.

### Classements intermédiaires
Classements intermédiaires des pilotes après chaque épreuve spéciale,

### Classement général
| Pos | No | Pilote           | Copilote                | Voiture                 | Temps            | Écart             | Groupe |
| --- | -- | ---------------- | ----------------------- | ----------------------- | ---------------- | ----------------- | ------ |
| 1   | 7  | Henri Toivonen   | Sergio Cresto           | Lancia Delta S4         | 10 h 11 min 24 s |                   | B      |
| 2   | 1  | Timo Salonen     | Seppo Harjanne          | Peugeot 205 Turbo 16 E2 | 10 h 15 min 28 s | + 4 min 04 s      | B      |
| 3   | 6  | Hannu Mikkola    | Arne Hertz              | Audi Sport Quattro S1   | 10 h 18 min 46 s | + 7 min 22 s      | B      |
| 4   | 2  | Walter Röhrl     | Christian Geistdörfer   | Audi Sport Quattro S1   | 10 h 20 min 59 s | + 9 min 35 s      | B      |
| 5   | 4  | Juha Kankkunen   | Juha Piironen           | Peugeot 205 Turbo 16 E2 | 10 h 39 min 47 s | + 28 min 23 s     | B      |
| 6   | 8  | Bruno Saby       | Jean-François Fauchille | Peugeot 205 Turbo 16 E2 | 10 h 56 min 37 s | + 45 min 13 s     | B      |
| 7   | 12 | Salvador Servià  | Jorge Sabater           | Lancia Rally 037        | 10 h 58 min 32 s | + 47 min 08 s     | B      |
| 8   | 25 | Alain Oreille    | Sylvie Oreille          | Renault 11 Turbo        | 11 h 23 min 47 s | + 1 h 12 min 23 s | A      |
| 9   | 22 | Kenneth Eriksson | Peter Diekmann          | Volkswagen Golf GTI     | 11 h 26 min 56 s | + 1 h 15 min 32 s | A      |
| 10  | 20 | Franz Wittmann   | Matthias Feltz          | Volkswagen Golf GTI     | 11 h 32 min 08 s | + 1 h 20 min 44 s | A      |

### Équipages de tête
- ES1 :  Massimo Biasion -  Tiziano Siviero (Lancia Delta S4)
- ES2 à ES22 :  Henri Toivonen -  Sergio Cresto (Lancia Delta S4)
- ES23 à ES27 :  Timo Salonen -  Seppo Harjanne (Peugeot 205 Turbo 16 E2)
- ES28 à ES36 :  Henri Toivonen -  Sergio Cresto (Lancia Delta S4)

### Vainqueurs d'épreuves spéciales
- Henri Toivonen -  Sergio Cresto (Lancia Delta S4) : 13 spéciales (ES 2, 4 à 6, 8, 9, 17, 27 à 29, 31 à 33)
- Walter Röhrl -  Christian Geistdörfer (Audi Sport Quattro S1) : 8 spéciales (ES 10, 11, 23 à 25, 34 à 36)
- Bruno Saby -  Jean-François Fauchille (Peugeot 205 Turbo 16 E2) : 5 spéciales (ES 12 à 16)
- Timo Salonen -  Seppo Harjanne (Peugeot 205 Turbo 16 E2) : 5 spéciales (ES 3, 19, 23, 26, 30)
- Massimo Biasion -  Tiziano Siviero (Lancia Delta S4) : 4 spéciales (ES 1, 18, 20, 22)
- Markku Alén -  Ilkka Kivimäki (Lancia Delta S4) : 1 spéciale (ES 7)
- Juha Kankkunen -  Juha Piironen (Peugeot 205 Turbo 16 E2) : 1 spéciale (ES 21)

## Résultats des principaux engagés

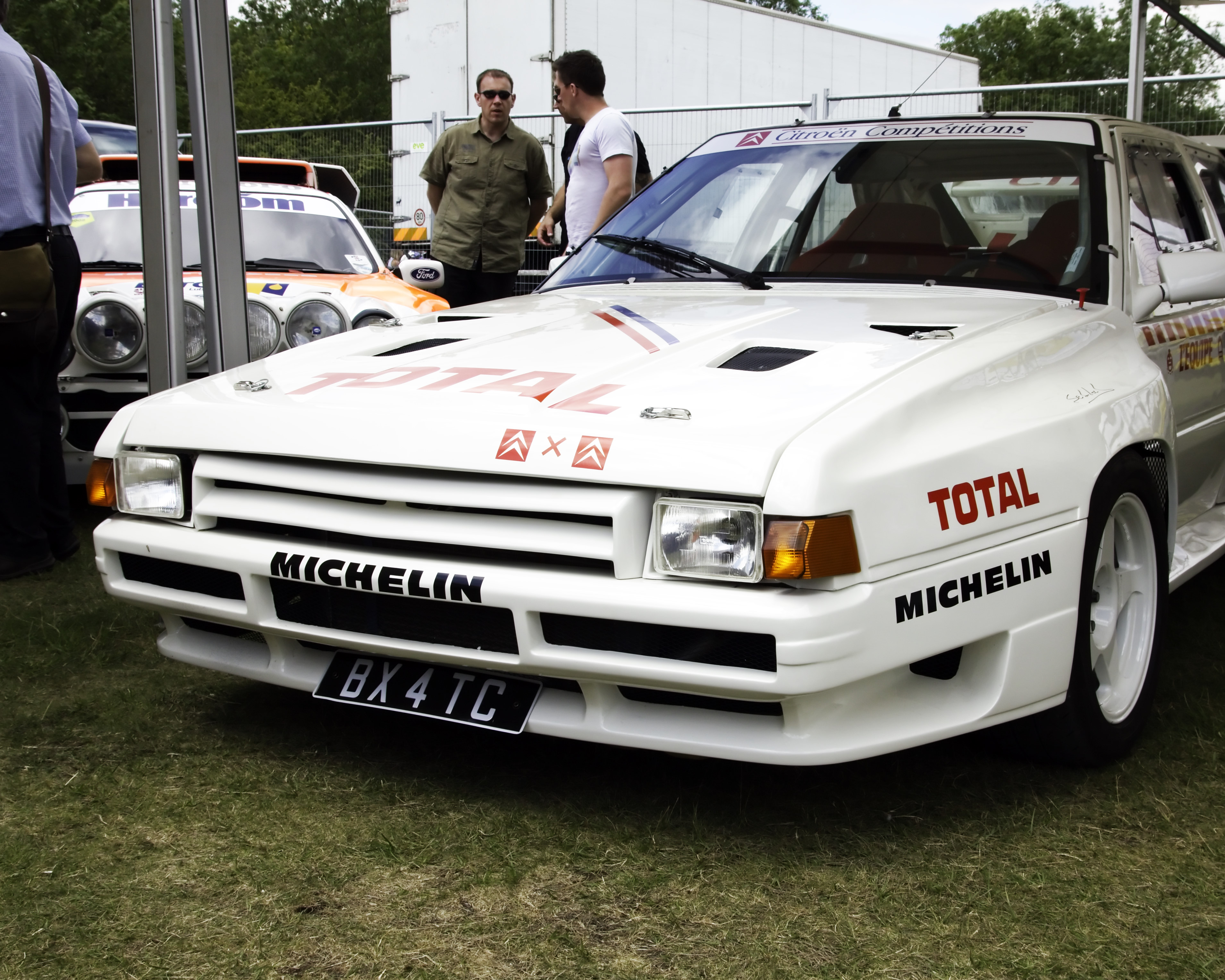
Les Citroën BX 4TC effectuaient au Rallye-Monte-Carlo leur première sortie officielle avec Jean-Claude Andruet (n°15) et Philippe Wambergue (n°17).

| No  | Pilote               | Copilote                | Voiture                 | Groupe | Classement général                                       | Class. groupe |
| --- | -------------------- | ----------------------- | ----------------------- | ------ | -------------------------------------------------------- | ------------- |
| 1   | Timo Salonen         | Seppo Harjanne          | Peugeot 205 Turbo 16 E2 | B      | 2e à 4 min 04 s                                          | 2e            |
| 2   | Walter Röhrl         | Christian Geistdörfer   | Audi Sport Quattro S1   | B      | 4e à 9 min 35 s                                          | 4e            |
| 3   | Markku Alén          | Ilkka Kivimäki          | Lancia Delta S4         | B      | ab. dans la 17e spéciale (distribution)                  | -             |
| 4   | Juha Kankkunen       | Juha Piironen           | Peugeot 205 Turbo 16 E2 | B      | 5e à 28 min 23 s                                         | 5e            |
| 5   | Tony Pond            | Rob Arthur              | MG Metro 6R4            | B      | ab. au départ de l'étape commune (retrait)               | -             |
| 6   | Hannu Mikkola        | Arne Hertz              | Audi Sport Quattro S1   | B      | 3e à 7 min 22 s                                          | 3e            |
| 7   | Henri Toivonen       | Sergio Cresto           | Lancia Delta S4         | B      | 1er                                                      | 1er           |
| 8   | Bruno Saby           | Jean-François Fauchille | Peugeot 205 Turbo 16 E2 | B      | 6e à 45 min 13 s                                         | 6e            |
| 9   | Massimo Biasion      | Tiziano Siviero         | Lancia Delta S4         | B      | ab. après la 30e spéciale (sortie de route) - classé 68e | -             |
| 10  | Michèle Mouton       | Terry Harryman          | Peugeot 205 Turbo 16    | B      | ab. avant la 15e spéciale (pression d'huile)             | -             |
| 11  | Malcolm Wilson       | Nigel Harris            | MG Metro 6R4            | B      | ab. dans la 12e spéciale (différentiel)                  | -             |
| 12  | Salvador Servià      | Jorge Sabater           | Lancia Rally 037        | B      | 7e à 47 min 08 s                                         | 7e            |
| 14  | Ingvar Carlsson      | Jan-Olof Bohlin         | Mazda 323 4WD           | A      | ab. après la 19e spéciale (transmission)                 | -             |
| 15  | Jean-Claude Andruet  | Annick Peuvergne        | Citroën BX 4TC          | B      | ab. dans la 7e spéciale (sortie de route)                | -             |
| 16  | Achim Warmbold       | «Biche»                 | Mazda 323 4WD           | A      | ab. après la 6e spéciale (retrait)                       | -             |
| 17  | Philippe Wambergue   | Jean-Bernard Vieu       | Citroën BX 4TC          | B      | ab. dans la 2e spéciale (hydraulique)                    | -             |
| 18  | Manfred Hero         | Ludwig Grün             | Opel Manta 400          | B      | 11e à 1 h 28 min 02 s                                    | 8e            |
| 19  | Giovanni del Zoppo   | Loris Roggia            | Fiat Uno Turbo          | A      | ab. dans la 7e spéciale (sortie de route)                | -             |
| 20  | Franz Wittmann       | Matthias Feltz          | Volkswagen Golf GTI     | A      | 10e à 1 h 20 min 44 s                                    | 3e            |
| 21  | Michele Rayneri      | Carlo Cassina           | Fiat Uno Turbo          | A      | ab. dans la 16e spéciale (joint de culasse)              | -             |
| 22  | Kenneth Eriksson     | Peter Diekmann          | Volkswagen Golf GTI     | A      | 9e à 1 h 15 min 32 s                                     | 2e            |
| 23  | Bertrand Balas       | Eric Lainé              | Alfa Romeo 33 4x4       | A      | ab. dans la 12e spéciale (joint de culasse)              | -             |
| 24  | Alessandro Fiorio    | Luigi Pirollo           | Fiat Uno Turbo          | A      | ab. dans la 7e spéciale (sortie de route)                | -             |
| 25  | Alain Oreille        | Sylvie Oreille          | Renault 11 Turbo        | A      | 8e à 1 h 12 min 23 s                                     | 1er           |
| 26  | «Tchine»             | Gilles Thimonier        | Opel Manta 400          | B      | ab. dans la 24e spéciale (sortie de route)               | -             |
| 27  | Paul Gardère         | Jean-Louis Bufferne     | Peugeot 205 Turbo 16    | B      | ab. dans la 32e spéciale (sortie de route)               | -             |
| 29  | Werner Grissmann     | Jörg Pattermann         | Audi Quattro A2         | B      | Forfait                                                  | -             |
| 30  | Jacques Panciatici   | «Tilber»                | Alfa Romeo 33 4x4       | N      | 18e à 1 h 55 min 47 s                                    | 1er           |
| 31  | Jean-Paul Aymé       | Brigitte Aymé           | Renault 5 Turbo         | B      | 14e à 1 h 40 min 58 s                                    | 10e           |
| 32  | Franck Métiffiot     | Philippe Bouvier        | Peugeot 205 Turbo 16    | B      | 12e à 1 h 37 min 01 s                                    | 9e            |
| 38  | Christophe Spiliotis | Isabelle Spiliotis      | Porsche 911 SC          | B      | 15e à 1 h 43 min 00 s                                    | 11e           |
| 63  | Jean-Pierre Ballet   | Philippe Ozoux          | Peugeot 205 GTI         | A      | ab. dans la 7e spéciale (sortie de route)                | -             |
| 66  | Pierre Bos           | Jean-Claude Leuvrey     | Audi Coupé Quattro      | A      | 13e à 1 h 37 min 57 s                                    | 4e            |
| 68  | Maurizio Verini      | Bruno Scabini           | Alfa Romeo Alfetta GTV6 | A      | ab. dans l'étape de classement                           | -             |
| 72  | Klaus Fritzinger     | Henning Wünsch          | Toyota Corolla GT       | A      | 16e à 1 h 45 min 45 s                                    | 5e            |
| 81  | Rudolf Stohl         | Peter Seisenbacher      | Audi 80 Quattro         | A      | 17e à 1 h 52 min 26 s                                    | 6e            |
| 111 | Bernard Donguès      | Roselyne Prioux         | Renault 5 GT Turbo      | N      | ab. dans la 17e spéciale (surchauffe)                    | -             |
| 112 | René Sarrazin        | Jean-Michel Rouger      | Renault 5 GT Turbo      | N      | 19e à 2 h 00 min 24 s                                    | 2e            |

## Classements des championnats à l'issue de la course

### Constructeurs
- Attribution des points : 12, 10, 8, 7, 6, 5, 4, 3, 2, 1 respectivement aux dix premières marques de chaque épreuve, additionnés de 8, 7, 6, 5, 4, 3, 2, 1 respectivement aux huit premières de chaque groupe (seule la voiture la mieux classée de chaque constructeur marque des points). Les points de groupe ne sont attribués qu'aux concurrents déclarés officiellement par le constructeur et ayant terminé dans les dix premiers au classement général.
- Seuls les sept meilleurs résultats (sur onze épreuves) sont retenus pour le décompte final des points[2].

| Pos. | Marque     | Points | M-C  | SUE | POR | SAF | COR | ACR | NZ | ARG | FIN | SAN | RAC |
| ---- | ---------- | ------ | ---- | --- | --- | --- | --- | --- | -- | --- | --- | --- | --- |
| 1    | Lancia     | 20     | 12+8 |     |     |     |     |     |    |     |     |     |     |
| 2    | Peugeot    | 17     | 10+7 |     |     |     |     |     |    |     |     |     |     |
| 3    | Audi       | 14     | 8+6  |     |     |     |     |     |    |     |     |     |     |
| 4    | Volkswagen | 9      | 2+7  |     |     |     |     |     |    |     |     |     |     |

- Note : Alain Oreille n'ayant pas été déclaré pilote officiel pour le Rallye Monte-Carlo[9], Renault n'engrange pas les onze points correspondant à la huitième place au classement général (trois points) associée à la victoire en groupe A (huit points).

### Pilotes
- Attribution des points : 20, 15, 12, 10, 8, 6, 4, 3, 2, 1 respectivement aux dix premiers de chaque épreuve.
- Seuls les sept meilleurs résultats (sur treize épreuves) sont retenus pour le décompte final des points.

| Pos. | Pilote           | Marque     | Points | M-C | SUE | POR | SAF | COR | ACR | NZ | ARG | FIN | CIV | SAN | RAC | USA |
| ---- | ---------------- | ---------- | ------ | --- | --- | --- | --- | --- | --- | -- | --- | --- | --- | --- | --- | --- |
| 1    | Henri Toivonen   | Lancia     | 20     | 20  |     |     |     |     |     |    |     |     |     |     |     |     |
| 2    | Timo Salonen     | Peugeot    | 15     | 15  |     |     |     |     |     |    |     |     |     |     |     |     |
| 3    | Hannu Mikkola    | Audi       | 12     | 12  |     |     |     |     |     |    |     |     |     |     |     |     |
| 4    | Walter Röhrl     | Audi       | 10     | 10  |     |     |     |     |     |    |     |     |     |     |     |     |
| 5    | Juha Kankkunen   | Peugeot    | 8      | 8   |     |     |     |     |     |    |     |     |     |     |     |     |
| 6    | Bruno Saby       | Peugeot    | 6      | 6   |     |     |     |     |     |    |     |     |     |     |     |     |
| 7    | Salvador Servià  | Lancia     | 4      | 4   |     |     |     |     |     |    |     |     |     |     |     |     |
| 8    | Alain Oreille    | Renault    | 3      | 3   |     |     |     |     |     |    |     |     |     |     |     |     |
| 9    | Kenneth Eriksson | Volkswagen | 2      | 2   |     |     |     |     |     |    |     |     |     |     |     |     |
| 10   | Franz Wittmann   | Volkswagen | 1      | 1   |     |     |     |     |     |    |     |     |     |     |     |     |